# 埃斯塔热勒
埃斯塔热勒（法語：Estagel，發音：[ɛstaʒɛl] ⓘ），法国南部城市，奥克西塔尼大区东比利牛斯省的一个市镇，隶属于佩皮尼昂区，其市镇面积为20.83平方公里，2022年1月1日时人口数量为2,124人，在法国市镇中排名第5,181位（2022年）。
埃斯塔热勒位于东比利牛斯省北部，阿格利河畔，是一个区域性的中心城市，多条公路在此交汇。法国数学及物理学家弗朗索瓦·阿拉戈出生于埃斯塔热勒，当地镇中心的广场以其命名。

## 地名来源
“Estagel”一名最初于公元十至十二世纪间以“Villa Stagello”的形式被记载，后被转写为“Estagellum”，该名称可能出自拉丁语单词“statio”，意为“驿站”。
埃斯塔热勒所处区域历史上可能曾通行加泰罗尼亚语，该地在加泰罗尼亚语维基百科对应条目（2025年8月版本）中对应的拼写为“Estagell”。

## 历史
埃斯塔热勒的早期历史尚不清楚。2006年，当地地方历史爱好者在埃斯塔热勒市政府的支持下创建了“Villa Stagello”文化协会。根据该协会网站的论述，埃斯塔热勒境内曾发现一处旧石器时代的人类活动遗迹，另有多处出土文物表明该地在高卢-罗马时期就已成为聚落。中世纪初，埃斯塔热勒曾被西哥特人占领；中世纪中后期埃斯塔热勒则长期处于法兰西和巴塞隆納伯國及阿拉贡王国的争夺地带，其中法兰西军队曾于1542年烧毁了埃斯塔热勒。1659年《比利牛斯条约》签订后埃斯塔热勒所处的鲁西永地区正式并入法兰西。法国大革命后，埃斯塔热勒成为东比利牛斯省的一个市镇，并在1793至1800年间成为该省的一个县治。工业革命期间，途经埃斯塔热勒的卡尔卡松—里沃萨尔特铁路建成通车，埃斯塔热勒附近的路段自1939年起停止客运服务。

## 地理

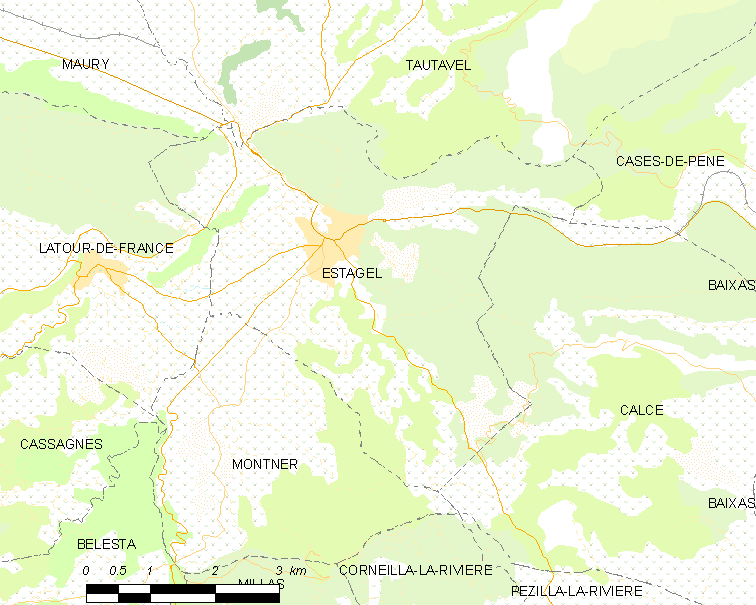
埃斯塔热勒市镇范围地图

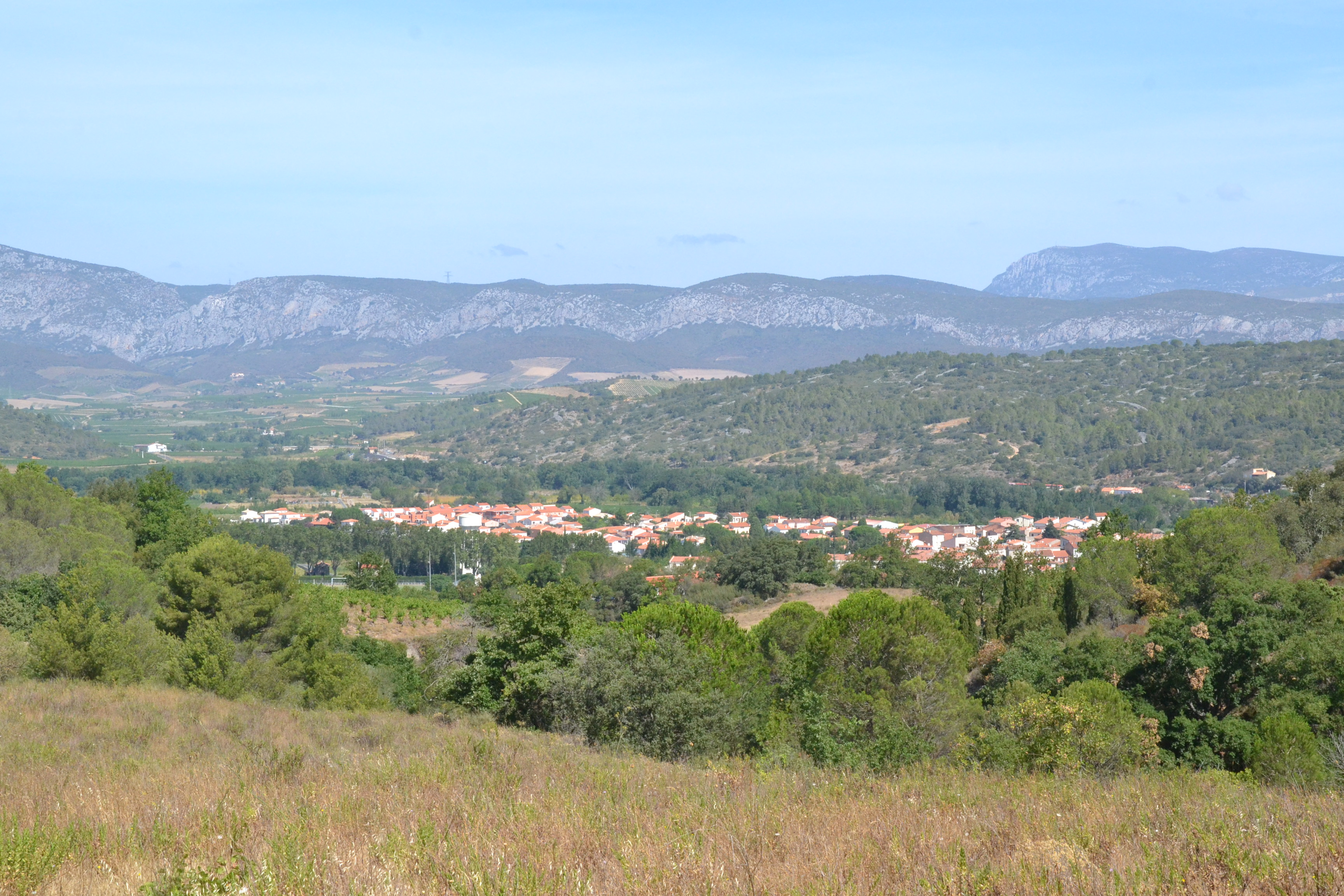
远眺埃斯塔热勒镇中心及后方的科比耶尔山脉

埃斯塔热勒位于法国南部，奥克西塔尼大区南部和东比利牛斯省北部，距离省会佩皮尼昂大约24公里。与埃斯塔热勒接壤的市镇包括：卡尔斯、卡斯德佩讷、拉图尔德法兰西、莫里、蒙内和托塔韦勒。

### 地形
埃斯塔热勒位于加泰罗尼亚科比耶尔地区腹地，境内以山地丘陵及河谷为主，市镇中心位于一处地势相对平坦的河谷地带，东侧和北侧分别为“Comelles dels Barrencs”和“Mont d'Estagel”，全境海拔在58到325米之间。

### 水文
阿格利河自西向东流经埃斯塔热勒镇中心北侧，其左岸支流韦尔杜布勒河和莫里河在此与其交汇，其右岸亦有少量季节性溪流汇入。

### 植被
埃斯塔热勒属于亚热带硬叶林区，林地多分布于河流附近及坡地地带，市区西侧的河谷平原地带被大面积开辟为葡萄酒种植园。
在鲜花城市的评比中，埃斯塔热勒暂未被评级。

### 自然灾害
埃斯塔热勒的地震危险度等级为3级，属于中等危险；氡辐射等级为3级，属于高危险。1982至2025年7月间，埃斯塔热勒境内共发生18次有记录的自然灾害，其中12次洪涝，2次干旱。

### 气候
埃斯塔热勒在柯本气候分类法中属于地中海气候（Csb）。

## 行政区划
埃斯塔热勒的市镇编号为66071，邮政编号为66310。
在行政管理方面，埃斯塔热勒隶属于法国奥克西塔尼大区东比利牛斯省佩皮尼昂区；在地方选举方面，埃斯塔热勒是阿格利河谷县的中央投票站所在地，其市镇范围全境被划入东比利牛斯省第二选区；在社会管理方面，埃斯塔热勒是佩皮尼昂地中海都会城市公共社区的组成部分。
截至2025年8月，埃斯塔热勒市镇范围内暂无任何安全优先街区及城市政策优先街区。
法国国家统计与经济研究所（简称“INSEE”）在进行数据统计时，将埃斯塔热勒市镇单独设为埃斯塔热勒城市核心区（Unité urbaine d'Estagel），并将包括埃斯塔热勒在内的周边共118个市镇划入佩皮尼昂城市辐射区。此外，INSEE还将埃斯塔热勒市镇整体看作一个“块区”（IRIS），以便于统计人口分布情况。

## 交通

### 公路
东比利牛斯省省道D1线、D9线、D17线、D18线、D117线、D611线和D612线在埃斯塔热勒境内交汇。奥克西塔尼大区公共交通（商业名称为“liO”）下属的城际客运500线和505线经停埃斯塔热勒，可通往佩皮尼昂、圣保罗德弗努耶、蒂尚等地。
2022年，66.6%的埃斯塔热勒家庭拥有至少一辆私人汽车。2023年，埃斯塔热勒境内共发生各类交通事故2起，造成2人重伤。
| 41 | 22 |

| 佩皮尼昂 | 24 |

| 里沃萨尔特 | 18 |

| 圣保罗德弗努耶 | 18 |

### 铁路

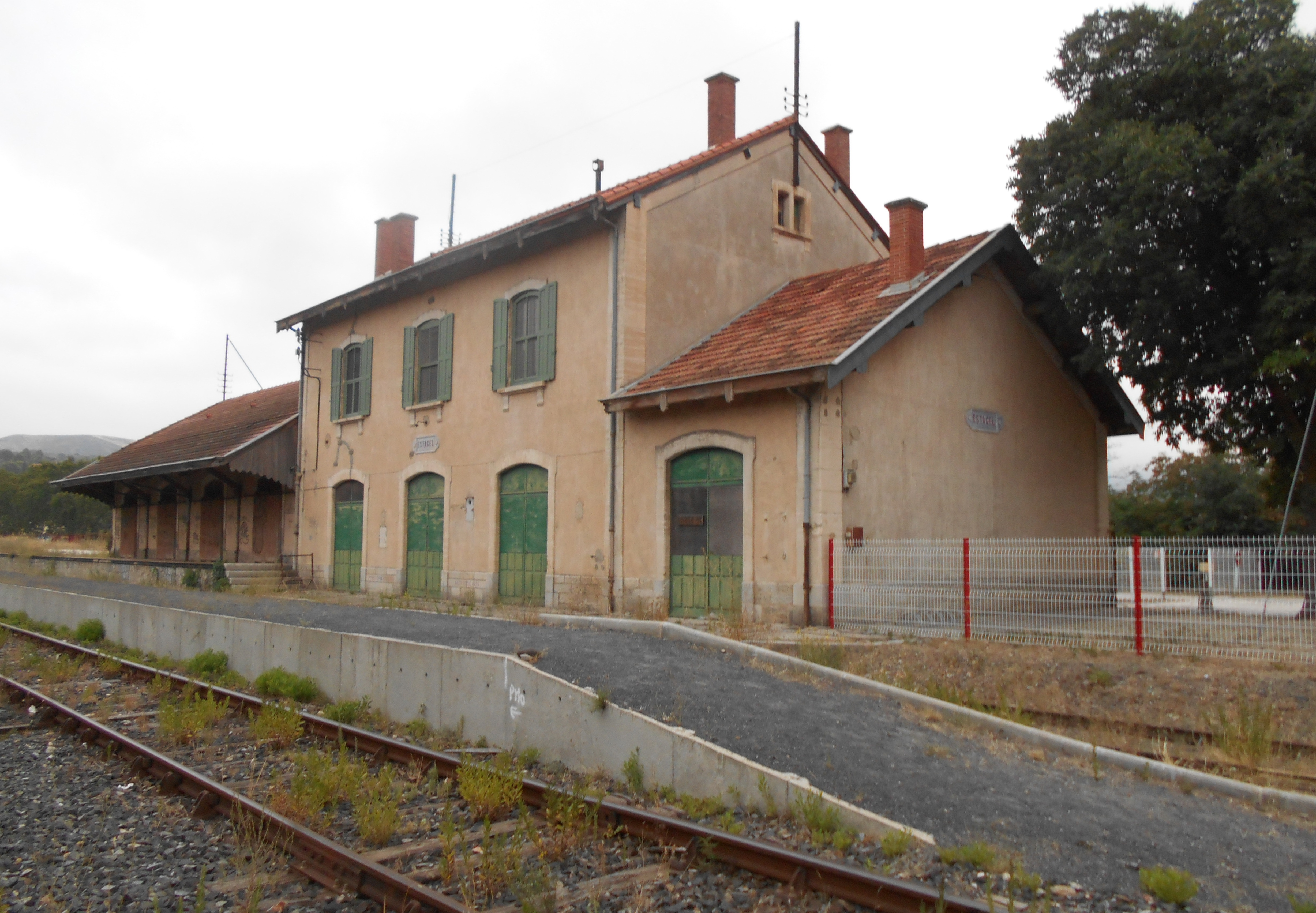
处于闲置状态的埃斯塔热勒火车站

埃斯塔热勒位于卡尔卡松—里沃萨尔特铁路上，该铁路在东比利牛斯省境内的路段无常规客运服务。
距离埃斯塔热勒最近的运营中的客运铁路车站为18公里外的里沃萨尔特站，该站停靠往返于阿维尼翁和佩皮尼昂一线的区域列车，部分班次可直通塞贝尔、马赛及图卢兹。

### 航空
埃斯塔热勒距离佩皮尼昂-里沃萨尔特机场的公路里程大约18公里。

### 城市公共交通
埃斯塔热勒是佩皮尼昂城市公共交通（商业名称为“Sankéo”）的服务覆盖。截至2025年8月，该系统共包括25条常规公交线路，其中公交9和17路连接埃斯塔热勒市区。

## 政治

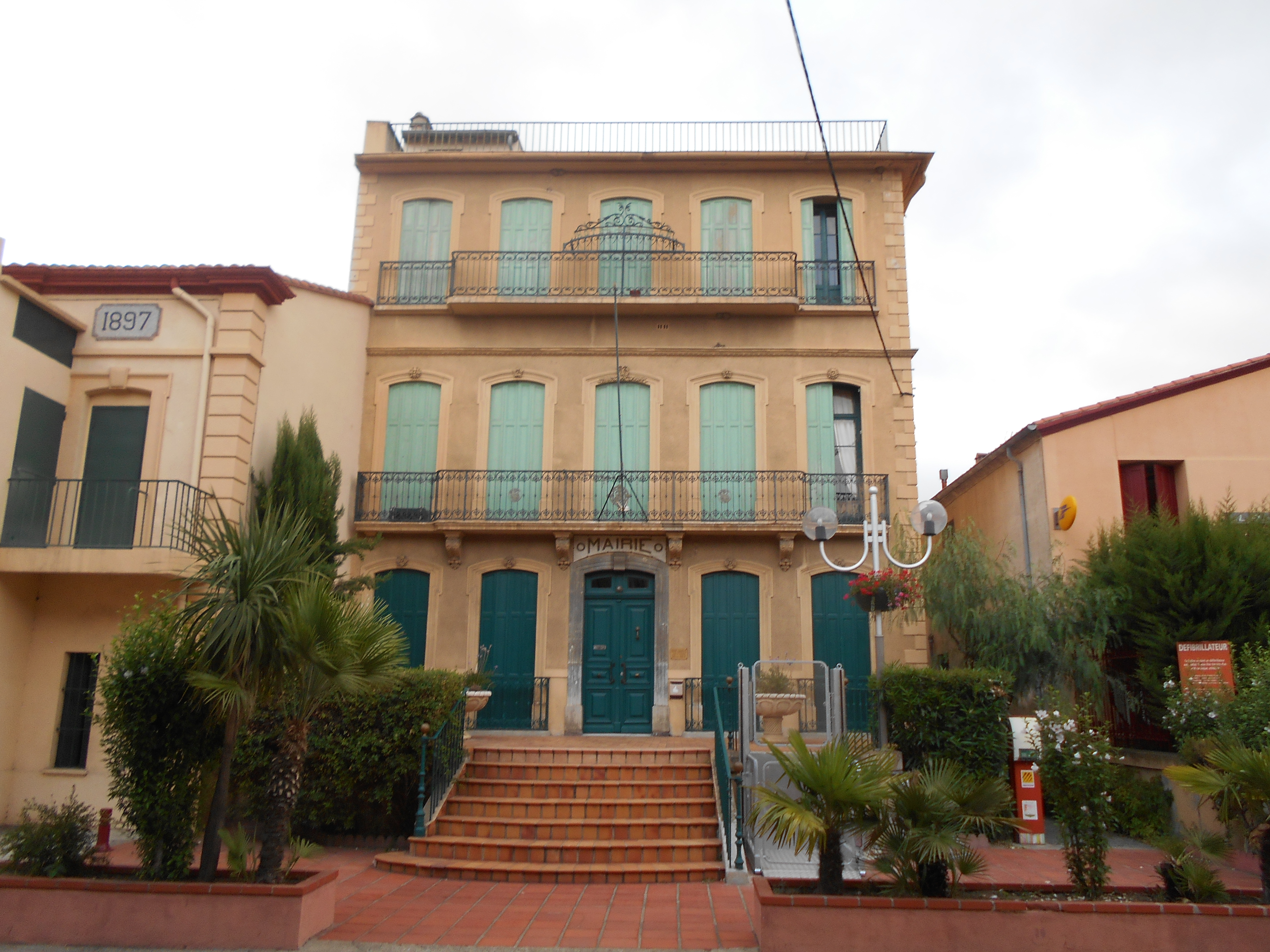
埃斯塔热勒市政厅

埃斯塔热勒的现任市长为罗歇·费雷尔先生（Roger FERRER），他是法国共产党的一名成员，在2020年的市政选举中获得了58.46%的支持率。
在2022年的法国总统大选的第二轮选举中，法国极右翼政党国民阵线主席玛丽娜·勒庞在埃斯塔热勒获得了63.41%的支持率。

## 人口
Ppulati(2022)年，埃斯塔热勒市镇人口数量为2,124，在法国排名第5,181位。其中男性983人，女性1,104人，75岁及以上人口占11.5%，外籍人口（Popultionétrngère）数量为80人，人口密度为102人/平方公里，当地居民被称为（男性）或（女性）。2015至2021年间，埃斯塔热勒的人口增长率为0.8%。Nssces(2022)年，埃斯塔热勒境内出生22人，死亡人口31人。
| 埃斯塔热勒1901年－2022年人口变化情况 |
|                                      |
| 数据来源：Cassini、INSEE             |

## 经济

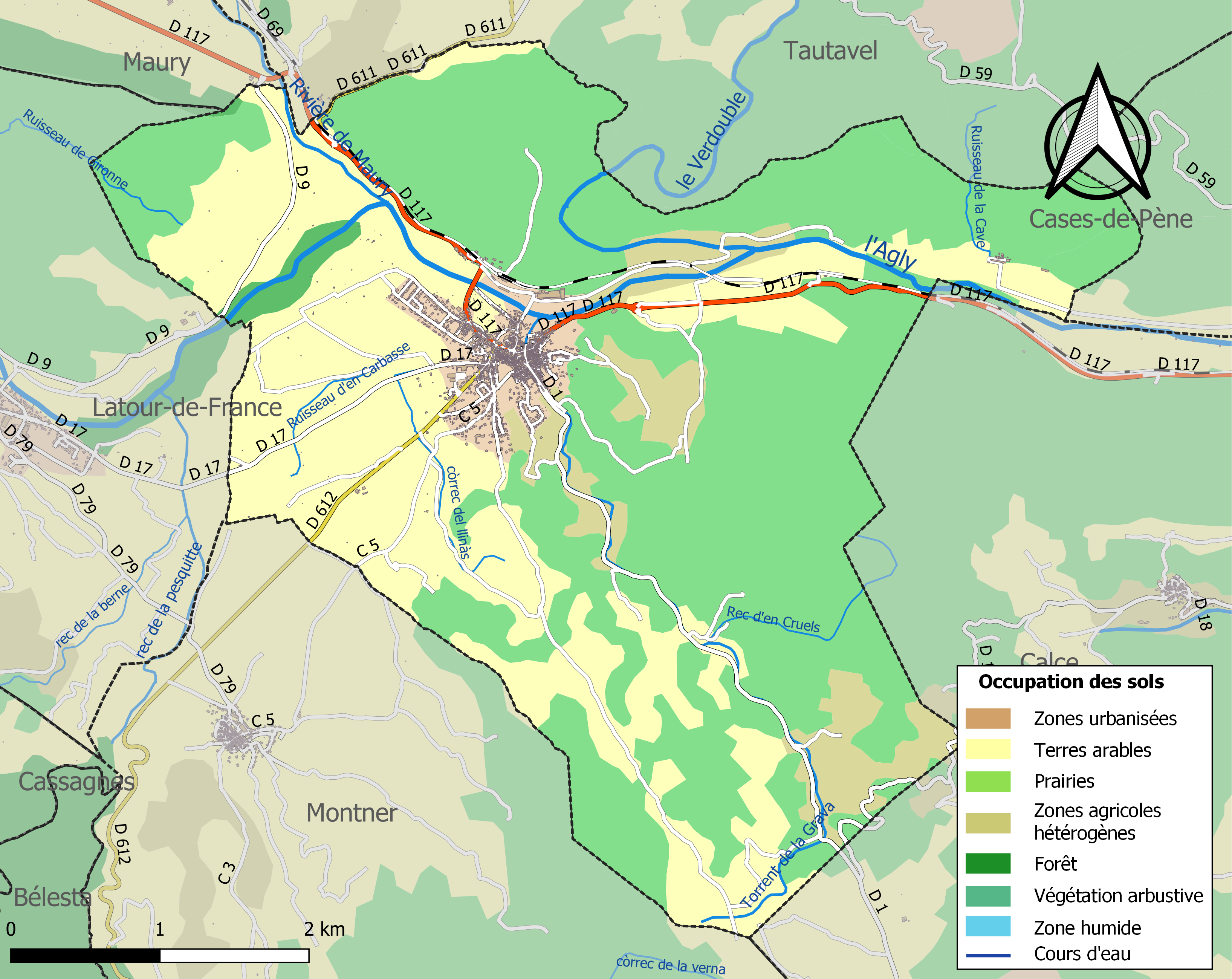
埃斯塔热勒土地利用情况地图

埃斯塔热勒是一个区域性的中心城市。INSEE于2020年埃斯塔热勒将划入佩皮尼昂就业区（Zone d'emploi de Perpignan），并又于2022年将其划入佩皮尼昂生活区（Bassin de vie de Perpignan）。截至2023年底，埃斯塔热勒市镇范围内共有活跃企业57家，其中10.5%的员工总数在9人及以下；按照产业分类，当地一、二、三产业占比分别为8.8%、10.5%和80.7%。（汽车销售）、（粉刷工程）及（小型汽车维修）是当地2023年已公布营业额最高的三个企业，分别为1,332,894欧元、537,206欧元和276,446欧元。

## 财政与居民收入
2023年，埃斯塔热勒的财政收入总额为2,920,340欧元，财政支出总额为2,317,560欧元，当年的债务总额为938,940欧元。2023年，埃斯塔热勒市镇通过增值税获得59,660欧元的收入，此外当地还共获得了103,170欧元的国家直接财政补助。
| 埃斯塔热勒居民收入情况                           | 埃斯塔热勒居民收入情况 | 埃斯塔热勒居民收入情况 | 埃斯塔热勒居民收入情况 |
| 内容                                             | 埃斯塔热勒             |                        | 法國                   |
| ------------------------------------------------ | ---------------------- | ---------------------- | ---------------------- |
| 居民平均时薪                                     | 13.0欧元（2022年）     | 14欧元（2022年）       | 17欧元（2022年）       |
| 高级职员人均时薪                                 | 17.0欧元（2022年）     | 23.9欧元（2022年）     | 29.1欧元（2022年）     |
| 中级职员人均时薪                                 | 14.8欧元（2022年）     | 15.4欧元（2022年）     | 16.6欧元（2022年）     |
| 普通职员人均时薪                                 | 11.7欧元（2022年）     | 11.7欧元（2022年）     | 12.1欧元（2022年）     |
| 工人人均时薪                                     | 12.1欧元（2022年）     | 11.8欧元（2022年）     | 12.5欧元（2022年）     |
| 贫困率                                           | 27%（2022年）          | 21.2%（2021年）        | 14.5%（2021年）        |
| 青壮年（15至64岁）失业率                         | 13.5%（2022年）        | 17.4%（2021年）        | 10.4%（2021年）        |
| 家庭总数                                         | 1,051（2022年）        | 1,013（2022年）        | 1,160（2022年）        |
| 征税家庭数量占比                                 | 26.4%（2023年）        | 43.8%（2022年）        | 44.8%（2022年）        |
| 家庭年均纳税                                     | 1,626欧元（2024年）    | 2,692欧元（2022年）    | 4,481欧元（2022年）    |
| 资料来源：INSEE、L'Internaute、Le Journal du Net |                        |                        |                        |

## 社会事务

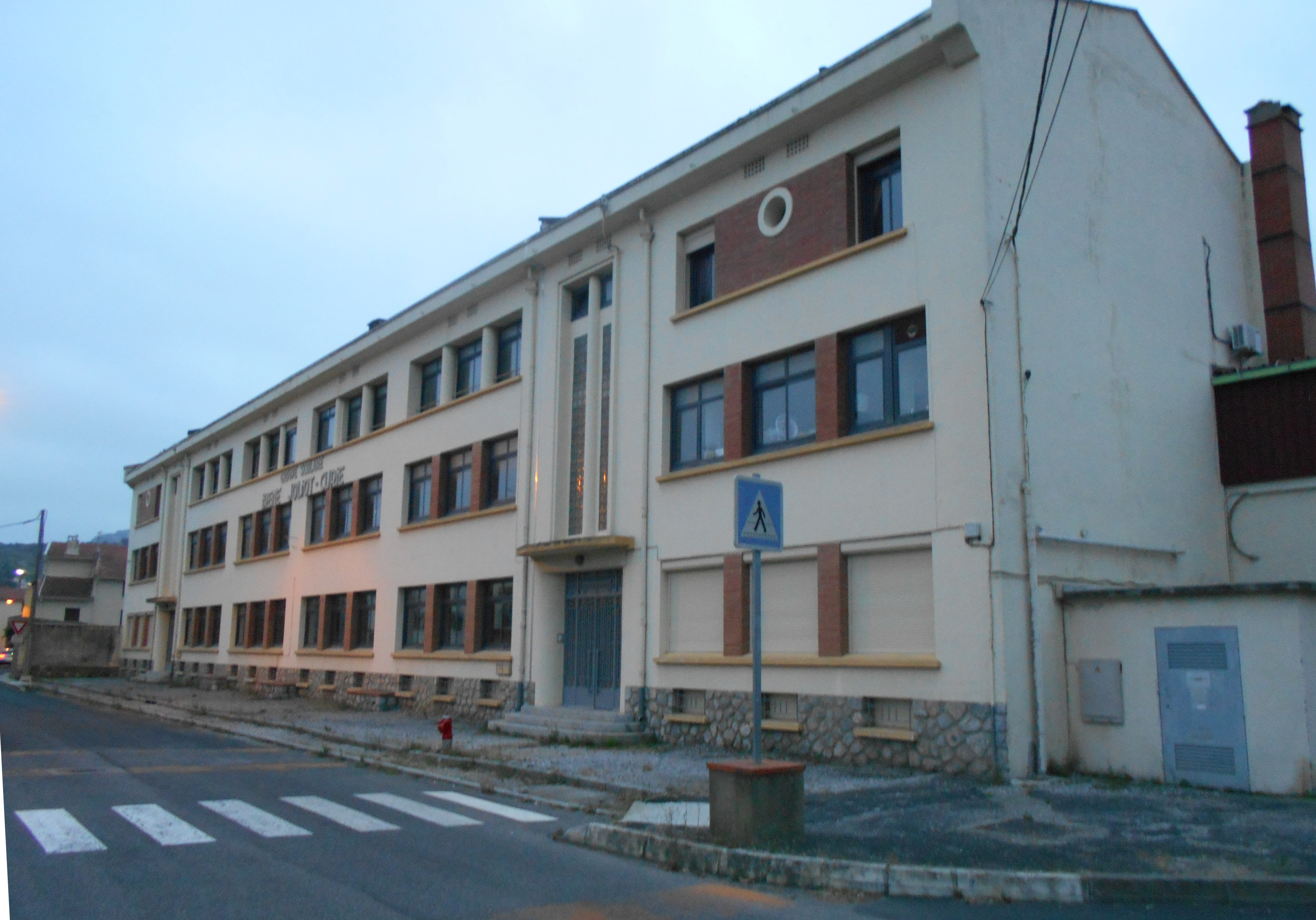
埃斯塔热勒境内的初级中学

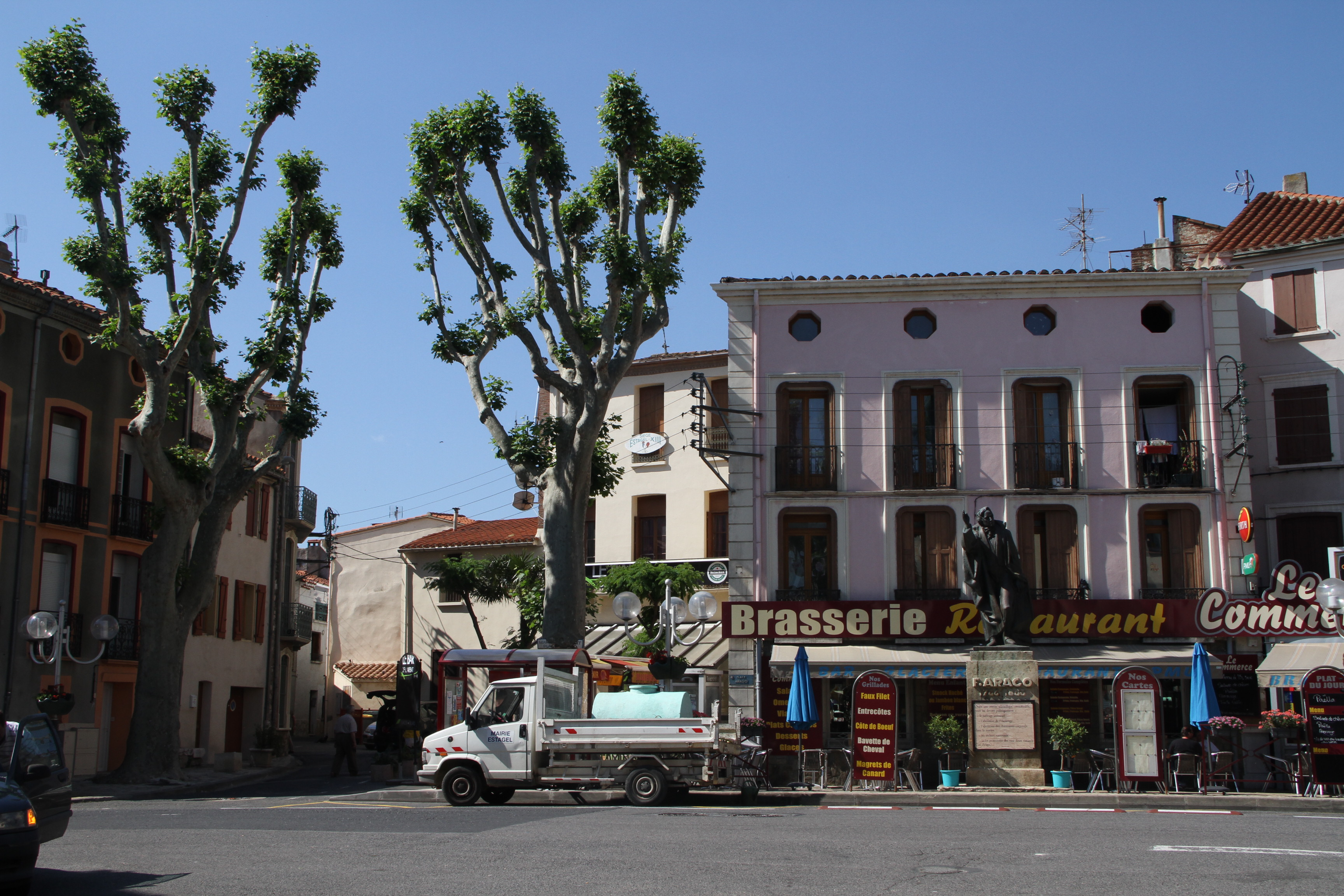
阿拉戈广场

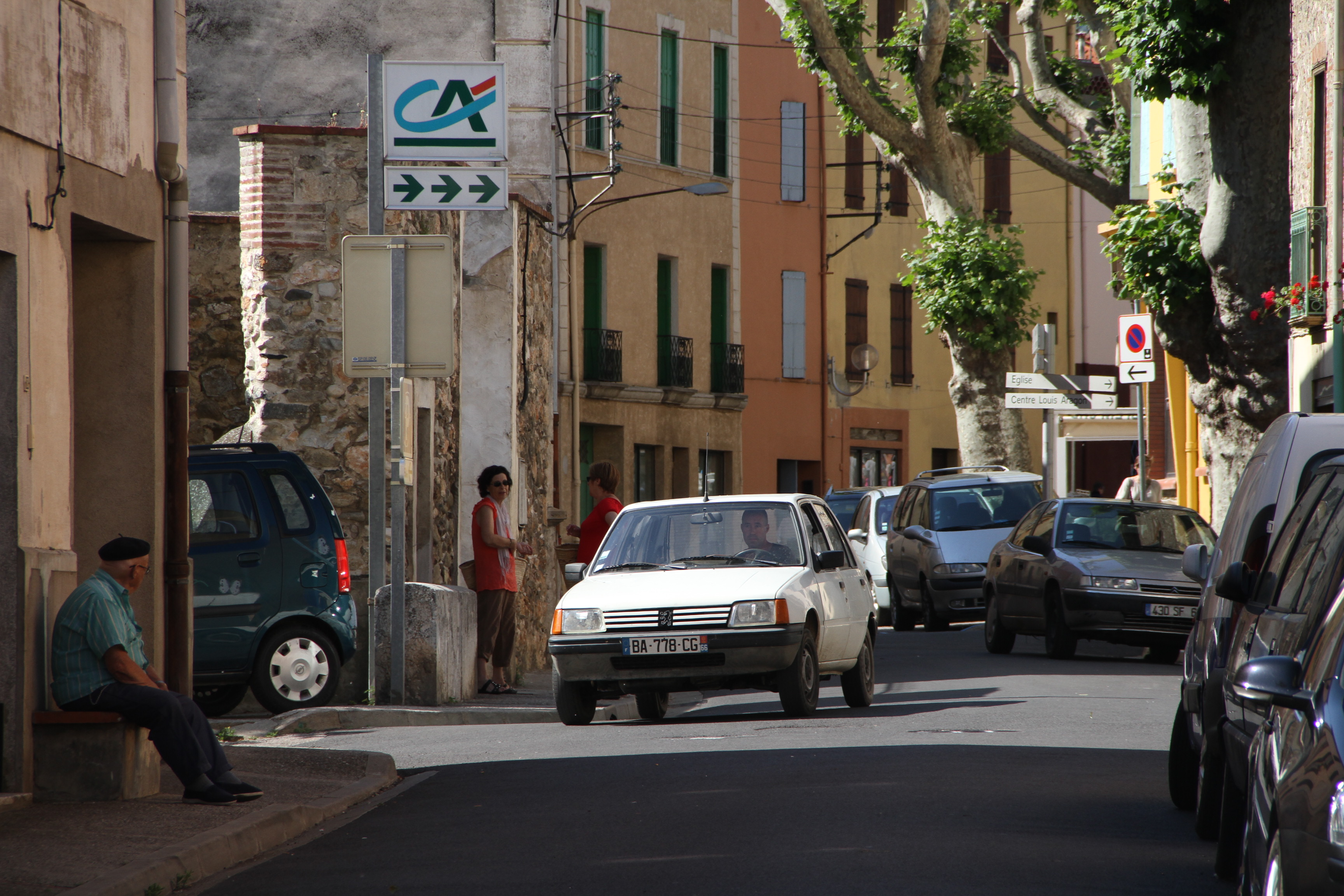
让·饶勒斯大街

### 教育
埃斯塔热勒属于蒙彼利埃学区。截至2023年1月1日，埃斯塔热勒境内共有1所幼儿园、1所小学和1所初级中学。2022至2023学年度，埃斯塔热勒境内共有在校中等教育阶段学生361名。

### 医疗
截至2023年1月1日，埃斯塔热勒境内共有全科医生3名、保健师10名、牙医1名、护士9名、药房1家。
距离埃斯塔热勒最近的区域性医疗机构为佩皮尼昂中心医院，其主病区医院位于佩皮尼昂市区北侧，距离埃斯塔热勒市区的正常车程大约23分钟，该院设有床位1,145个，是东比利牛斯省规模最大的公立综合性医院。

### 住房
2022年，埃斯塔热勒境内共有各类住房1,319套，其中87.5%为独立式住宅，12.4%为集中式住宅。常住房屋占埃斯塔热勒市镇范围内居民建筑总量的76.3%。2024年，埃斯塔热勒的居住税率为15.66%，不动产税率为43.76%（其中空置土地的不动产税率为58.58%）。
在住房保障政策方面，2023年，埃斯塔热勒境内共有470户家庭获得了家庭津贴补助，受益人数占总人口数量的22.1%，其中190份为房租补助。

### 商业
2021年，埃斯塔热勒境内共有各类实体商铺61家，其中餐厅4家、大型超市1家、杂货店3家、面包房3家、装饰品店1家、美容美发店4家、汽车维修店6家。埃斯塔热勒镇中心东侧建有一家家乐福超市。

### 体育
2024年，埃斯塔热勒境内共有1家游泳池、2间体育馆、1处网球场以及1处足球或橄榄球场。
截至2025年8月，埃斯塔热勒境内暂无任何注册足球俱乐部。

### 环境
埃斯塔热勒的环境事务由其所属的佩皮尼昂地中海都会城市公共社区联合各级政府协调负责。2021年，埃斯塔热勒境内暂无污染企业。

### 治安
2024年，埃斯塔热勒市镇范围内累计记录各类案件83起，其中盗窃类案件20起，人身侵犯类案件30起，毒品交易类案件3起。

## 文化

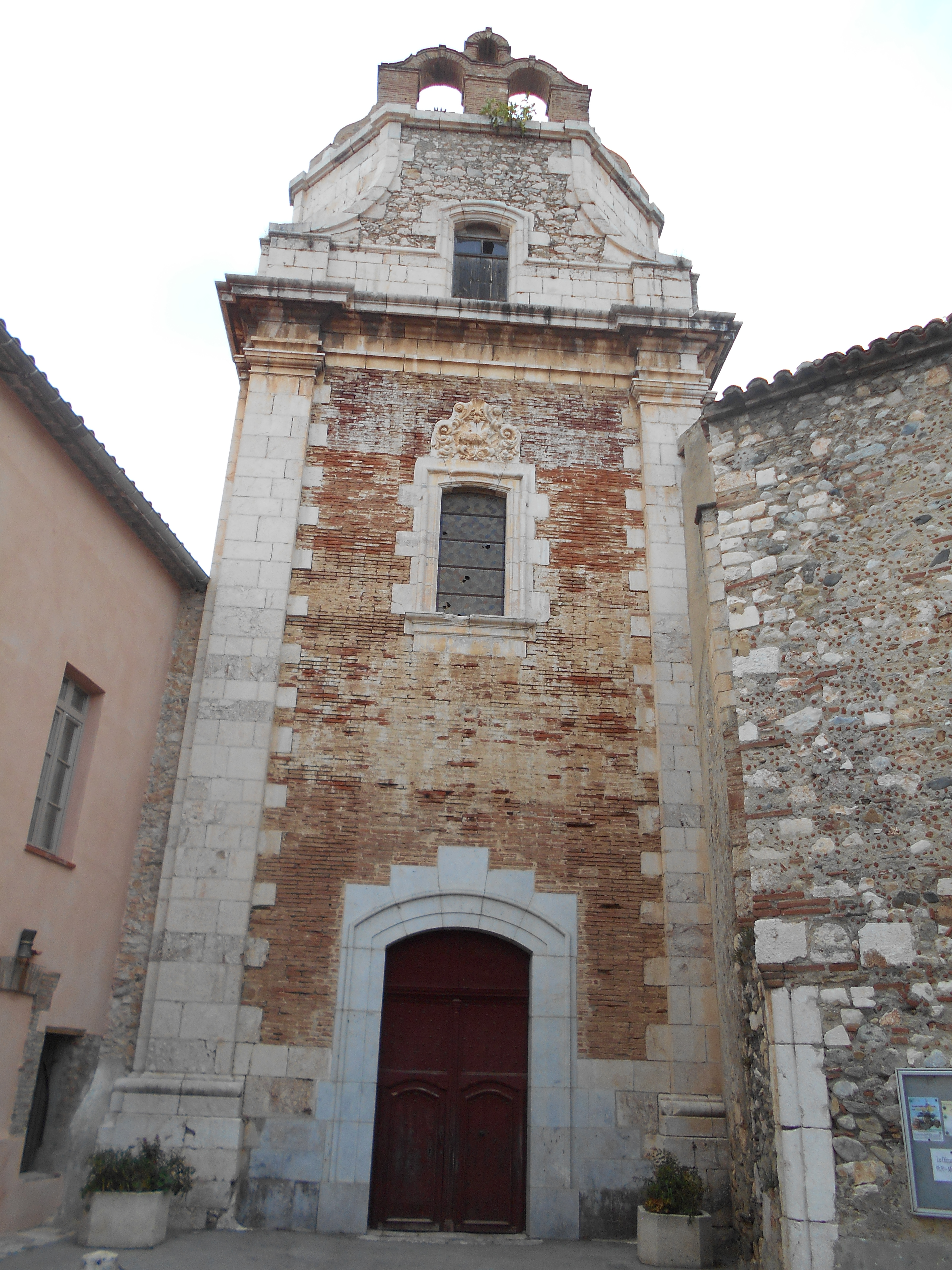
圣艾蒂安-圣樊尚教堂

2024年，埃斯塔热勒境内暂无任何文化设施。埃斯塔热勒境内建有市政多媒体中心（Médiathèque municipale），每周三向公众开放。

### 建筑
截至2025年8月，埃斯塔热勒境内共有3处建筑被列入法国国家文物保护单位，包括圣艾蒂安-圣樊尚教堂、西哥特公墓和烈士纪念碑，此外镇中心东侧的圣樊尚教堂是当地的一处地标性建筑物。

### 旅游
埃斯塔热勒的旅游事务由其所属的佩皮尼昂地中海都会城市公共社区联合各级政府协调负责。2024年，埃斯塔热勒境内暂未任何常规游客接待设施。

### 媒体
法国主要的媒体均可在埃斯塔热勒接收，法国电视三台下属的奥克西塔尼大区频道在部分时段播出埃斯塔热勒所在东比利牛斯省的地方新闻。Ici鲁西永广播、滨海广播、《东比利牛斯独立报》、《自由南法》等是当地主要的地方性媒体。

## 相关人物
法国数学及物理学家弗朗索瓦·阿拉戈出生于埃斯塔热勒。

## 友好城市
截至2025年8月，埃斯塔热勒共暂未建立任何友好城市关系。